# Tetramorium
Murawka (Tetramorium) – rodzaj mrówek z podrodziny Myrmicinae. Obejmuje 415 gatunków.

## Gatunki
- Tetramorium aculeatum  Mayr, 1866
- Tetramorium adelphon  Bolton, 1979
- Tetramorium adpressum Bolton, 1976
- Tetramorium aegeum  Radchenko, 1992
- Tetramorium africanum  Mayr, 1866
- Tetramorium agile  Arnold, 1960
- Tetramorium agnum  Santschi, 1935
- Tetramorium akermani  Arnold, 1926
- Tetramorium altivagans  Santschi, 1914
- Tetramorium amatongae  Bolton, 1980
- Tetramorium amaurum  Bolton, 1980
- Tetramorium amentete  Bolton, 1980
- Tetramorium amissum  Bolton, 1980
- Tetramorium amium  Forel, 1912
- Tetramorium andrei  Forel, 1892
- Tetramorium andrynicum  Bolton, 1977
- Tetramorium angulinode  Santschi, 1910
- Tetramorium anodontion  Bolton, 1979
- Tetramorium antennatum  Mann, 1919
- Tetramorium antipodum  Wheeler, 1927
- Tetramorium antrema  Bolton, 1976
- Tetramorium anxium  Santschi, 1914
- Tetramorium aptum  Bolton, 1977
- Tetramorium argenteopilosum  Arnold, 1926
- Tetramorium armatum  Santschi, 1927
- Tetramorium arnoldi  Forel, 1913
- Tetramorium arzi  Thome, 1969
- Tetramorium asetyum  Bolton, 1980
- Tetramorium aspersum  Smith, 1865
- Tetramorium ataxium  Bolton, 1980
- Tetramorium avium  Bolton, 1980
- Tetramorium banyulense  Bernard, 1983
- Tetramorium barbigerum  Bolton, 1980
- Tetramorium barryi  Mathew, 1981
- Tetramorium basum  Bolton, 1977
- Tetramorium baufra  Bolton, 1976
- Tetramorium belgaense  Forel, 1902
- Tetramorium bellicosum  Bolton, 1980
- Tetramorium bequaerti  Forel, 1913
- Tetramorium berbiculum  Bolton, 1980
- Tetramorium bessonii  Forel, 1891
- Tetramorium bevisi  Arnold, 1958
- Tetramorium bicarinatum  Nylander, 1846	 – Guinea ant
- Tetramorium bicolor  Viehmeyer, 1914
- Tetramorium biskrense  Forel, 1904
- Tetramorium bothae  Forel, 1910
- Tetramorium brevicorne  Bondroit, 1918
- Tetramorium brevidentatum  Kutter, 1932
- Tetramorium brevispinosum  Stitz, 1910
- Tetramorium browni  Bolton, 1980
- Tetramorium bulawayense  Forel, 1913
- Tetramorium bursakovi  Radchenko, 1992
- Tetramorium buthrum  Bolton, 1980
- Tetramorium caespitum  Linnaeus, 1758 Murawka darniowiec
- Tetramorium caldarium  Roger, 1857
- Tetramorium calidum  Forel, 1907
- Tetramorium calinum  Bolton, 1980
- Tetramorium camerunense  Mayr, 1895
- Tetramorium candidum  Bolton, 1980
- Tetramorium capense  Mayr, 1865
- Tetramorium capillosum  Bolton, 1980
- Tetramorium capitale  McAreavey, 1949
- Tetramorium carinatum  Smith, 1859
- Tetramorium centum  Bolton, 1977
- Tetramorium chapmani  Bolton, 1977
- Tetramorium chefteki  Forel, 1911
- Tetramorium chepocha  Bolton, 1976
- Tetramorium chloe  Santschi, 1920
- Tetramorium christiei  Forel, 1902
- Tetramorium ciliatum  Bolton, 1977
- Tetramorium clunum  Forel, 1913
- Tetramorium cognatum  Bolton, 1979
- Tetramorium coillum  Bolton, 1979
- Tetramorium coloreum  Mayr, 1901
- Tetramorium concaviceps  Bursakov, 1984
- Tetramorium confine  Radchenko & Arakelian, 1990
- Tetramorium confusum  Bolton, 1977
- Tetramorium constanciae  Arnold, 1917
- Tetramorium convexum  Bolton, 1980
- Tetramorium coonoorense  Forel, 1902
- Tetramorium crepum  Wang & Wu, 1988
- Tetramorium cristatum  Stitz, 1910
- Tetramorium crypticum  Bolton, 1976
- Tetramorium cuneinode  Bolton, 1977
- Tetramorium curtulum  Emery, 1895
- Tetramorium curvispinosum  Mayr, 1897
- Tetramorium cynicum  Bolton, 1977
- Tetramorium davidi  Forel, 1911
- Tetramorium decamerum  Forel, 1902
- Tetramorium deceptum  Bolton, 1977
- Tetramorium dedefra  Bolton, 1976
- Tetramorium degener  Santschi, 1911
- Tetramorium delagoense  Forel, 1894
- Tetramorium densopilosum  Radchenko & Arakelian, 1990
- Tetramorium depressiceps  Menozzi, 1933
- Tetramorium desertorum  Forel, 1910
- Tetramorium dichroum  Santschi, 1932
- Tetramorium difficile  Bolton, 1977
- Tetramorium diligens  Smith, 1865
- Tetramorium diomandei  Bolton, 1980
- Tetramorium distinctum  Bolton, 1976
- Tetramorium do  Forel, 1914
- Tetramorium dogieli  Karavaiev, 1931
- Tetramorium dolichosum  Bolton, 1980
- Tetramorium dominum  Bolton, 1980
- Tetramorium doriae  Emery, 1881
- Tetramorium dumezi  Menozzi, 1942
- Tetramorium dysalum  Bolton, 1979
- Tetramorium dysderke  Bolton, 1980
- Tetramorium edouardi  Forel, 1894
- Tetramorium eleates  Forel, 1913
- Tetramorium electrum  Bolton, 1979
- Tetramorium elidisum  Bolton, 1980
- Tetramorium elisabethae  Forel, 1904
- Tetramorium emeryi  Mayr, 1901
- Tetramorium eminii  Forel, 1894)
- Tetramorium erectum  Emery, 1895
- Tetramorium ericae  Arnold, 1917
- Tetramorium etiolatum  Bolton, 1977
- Tetramorium exasperatum  Emery, 1891
- Tetramorium fergusoni  Forel, 1902
- Tetramorium ferox  Ruzsky, 1903
- Tetramorium feroxoide  Dlussky & Zabelin, 1985
- Tetramorium fezzanense  Bernard, 1948
- Tetramorium flabellum  Bolton, 1980
- Tetramorium flagellatum  Bolton, 1977
- Tetramorium flaviceps  Arnold, 1960
- Tetramorium flavipes  Emery, 1893
- Tetramorium flavithorax  Santschi, 1914
- Tetramorium forte  Forel, 1904
- Tetramorium frenchi  Forel, 1914
- Tetramorium frigidum  Arnold, 1926
- Tetramorium fulviceps  Emery, 1897
- Tetramorium furtivum  Arnold, 1956
- Tetramorium fuscipes  Viehmeyer, 1925
- Tetramorium gabonense  Andre, 1892
- Tetramorium galoasanum  Santschi, 1910
- Tetramorium gambogecum  Donisthorpe, 1941
- Tetramorium gazense  Arnold, 1958
- Tetramorium gegaimi  Forel, 1916
- Tetramorium geminatum  Bolton, 1980
- Tetramorium gestroi  Menozzi, 1933
- Tetramorium ghindanum  Forel, 1910
- Tetramorium glabratum  Stitz, 1923
- Tetramorium gladstonei  Forel, 1913
- Tetramorium goniommoide  Poldi, 1979
- Tetramorium gracile  Forel, 1894
- Tetramorium grandinode  Santschi, 1913
- Tetramorium granulatum  Bolton, 1980
- Tetramorium grassii  Emery, 1895
- Tetramorium guineense  Bernard, 1953
- Tetramorium hapale  Bolton, 1980
- Tetramorium hippocrate  Agosti & Collingwood, 1987
- Tetramorium hispidum  Wheeler, 1915
- Tetramorium hortorum  Arnold, 1958
- Tetramorium humbloti  Forel, 1891
- Tetramorium hungaricum  Roezler, 1935
- Tetramorium ibycterum  Bolton, 1979
- Tetramorium ictidum  Bolton, 1980
- Tetramorium imbelle  Emery, 1915
- Tetramorium impressum  Viehmeyer, 1925
- Tetramorium impurum  Foerster, 1850
- Tetramorium incruentatum  Arnold, 1926
- Tetramorium indicum  Forel, 1913
- Tetramorium indosinense  Wheeler, 1927
- Tetramorium inerme  Mayr, 1877
- Tetramorium inezulae  Forel, 1914
- Tetramorium infraspinosum  Karavaiev, 1935
- Tetramorium infraspinum  Forel, 1905
- Tetramorium inglebyi  Forel, 1902
- Tetramorium insolens  Smith, 1861
- Tetramorium intextum  Santschi, 1914
- Tetramorium intonsum  Bolton, 1980
- Tetramorium invictum  Bolton, 1980
- Tetramorium isectum  Bolton, 1979
- Tetramorium isipingense  Forel, 1914
- Tetramorium jauresi  Forel, 1914
- Tetramorium jejunum  Arnold, 1926
- Tetramorium jiangxiense  Wang & Xiao, 1988
- Tetramorium jizane  Collingwood, 1985
- Tetramorium jordani  Santschi, 1937
- Tetramorium juba  Collingwood, 1985
- Tetramorium jugatum  Bolton, 1980
- Tetramorium kabulistanicum  Pisarski, 1967
- Tetramorium karakalense  Dlussky & Zabelin, 1985
- Tetramorium katypum  Bolton, 1976)
- Tetramorium kelleri  Forel, 1887
- Tetramorium kestrum  Bolton, 1980
- Tetramorium kheperra  Bolton, 1976
- Tetramorium khnum  Bolton, 1977
- Tetramorium khyarum  Bolton, 1980
- Tetramorium kisilkumense  Dlussky, 1990
- Tetramorium kraepelini  Forel, 1905
- Tetramorium krynitum  Bolton, 1980
- Tetramorium kydelphon  Bolton, 1979
- Tetramorium laevithorax  Emery, 1895
- Tetramorium lanuginosum  Mayr, 1870
- Tetramorium laparum  Bolton, 1977
- Tetramorium laticephalum  Bolton, 1977
- Tetramorium latreillei  Forel, 1895
- Tetramorium legone  Bolton, 1980
- Tetramorium lobulicorne  Santschi, 1916
- Tetramorium longicorne  Forel, 1907
- Tetramorium longoi  Forel, 1915
- Tetramorium lucayanum  Wheeler, 1905
- Tetramorium lucidulum  Menozzi, 1933
- Tetramorium luteipes  Santschi, 1910
- Tetramorium luteolum  Arnold, 1926
- Tetramorium magnificum  Bolton, 1980
- Tetramorium mai  Wang, 1993
- Tetramorium manni  Bolton, 1985
- Tetramorium marginatum  Forel, 1895
- Tetramorium matopoense  Arnold, 1926
- Tetramorium maurum  Santschi, 1918
- Tetramorium mayri  Mann, 1919
- Tetramorium megalops  Bolton, 1977
- Tetramorium melanogyna  Mann, 1919
- Tetramorium menkaura  Bolton, 1976
- Tetramorium meressei  Forel, 1916
- Tetramorium meridionale  Emery, 1870
- Tetramorium meshena  Bolton, 1976
- Tetramorium metactum  Bolton, 1980
- Tetramorium mexicanum  Bolton, 1979
- Tetramorium microgyna  Santschi, 1918
- Tetramorium microps  Mayr, 1901
- Tetramorium minimum  Bolton, 1976
- Tetramorium minusculum  Santschi, 1914
- Tetramorium miserabile  Santschi, 1918
- Tetramorium mixtum  Forel, 1902
- Tetramorium monardi  Santschi, 1937
- Tetramorium mossamedense  Forel, 1901
- Tetramorium muralti  Forel, 1910
- Tetramorium muscorum  Arnold, 1926
- Tetramorium mutatum  Bolton, 1985
- Tetramorium myops  Bolton, 1977
- Tetramorium nacta  Bolton, 1976
- Tetramorium naganum  Bolton, 1979
- Tetramorium nautarum  Santschi, 1918
- Tetramorium navum  Bolton, 1977
- Tetramorium nefassitense  Forel, 1910
- Tetramorium nigrum  Forel, 1907
- Tetramorium nipponense  Wheeler, 1928
- Tetramorium nitidissimum  Pisarski, 1967
- Tetramorium nodiferum  Emery, 1901
- Tetramorium noratum  Bolton, 1977
- Tetramorium notiale  Bolton, 1980
- Tetramorium nube  Weber, 1943
- Tetramorium nursei  Bingham, 1903
- Tetramorium obesum  Andre, 1887
- Tetramorium obtusidens  Viehmeyer, 1916
- Tetramorium occidentale  Santschi, 1916
- Tetramorium ocothrum  Bolton, 1979
- Tetramorium oculatum  Forel, 1913
- Tetramorium ornatum  Emery, 1897
- Tetramorium osiris  Bolton, 1976
- Tetramorium pacificum  Mayr, 1870
- Tetramorium palaense  Bolton, 1979
- Tetramorium parasiticum  Bolton, 1980
- Tetramorium parvispinum  Emery, 1893
- Tetramorium parvum  Bolton, 1977
- Tetramorium pauper  Forel, 1907
- Tetramorium peringueyi  Arnold, 1926
- Tetramorium perlongum  Santschi, 1923
- Tetramorium persignatum  Bolton, 1995
- Tetramorium petersi  Forel, 1910
- Tetramorium peutli  Forel, 1916
- Tetramorium phasias  Forel, 1914
- Tetramorium pialtum  Bolton, 1980
- Tetramorium pilosum  Emery, 1893
- Tetramorium pinnipilum  Bolton, 1980
- Tetramorium placidum  Bolton, 1979
- Tetramorium platynode  Bolton, 1980
- Tetramorium pleganon  Bolton, 1979
- Tetramorium plesiarum  Bolton, 1979
- Tetramorium plumosum  Bolton, 1980
- Tetramorium pnyxis  Bolton, 1976
- Tetramorium pogonion  Bolton, 1980
- Tetramorium politum  Emery, 1897
- Tetramorium postpetiolatum  Santschi, 1919
- Tetramorium poweri  Forel, 1914
- Tetramorium praetextum  Bolton, 1980
- Tetramorium proximum  Bolton, 1979
- Tetramorium psymanum  Bolton, 1980
- Tetramorium pulchellum  Emery, 1897
- Tetramorium pulcherrimum  Donisthorpe, 1945)
- Tetramorium pullulum  Santschi, 1924
- Tetramorium punctiventre  Emery, 1887
- Tetramorium punicum  Smith, 1861
- Tetramorium pusillum  Emery, 1895
- Tetramorium pylacum  Bolton, 1980
- Tetramorium pyrenaeicum  Roeszler, 1937
- Tetramorium quadridentatum  Stitz, 1910
- Tetramorium quadrispinosum  Emery, 1886
- Tetramorium qualarum  Bolton, 1980
- Tetramorium quasirum  Bolton, 1979
- Tetramorium ranarum  Forel, 1895
- Tetramorium regulare  Bolton, 1980
- Tetramorium rekhefe  Bolton, 1979
- Tetramorium repentinum  Arnold, 1926
- Tetramorium repletum  Wang & Xiao, 1988
- Tetramorium reptana  Bolton, 1976
- Tetramorium reticuligerum  Bursakov, 1984
- Tetramorium rhetidum  Bolton, 1980
- Tetramorium rigidum  Bolton, 1977
- Tetramorium rimytyum  Bolton, 1980
- Tetramorium rinatum  Bolton, 1977
- Tetramorium robustior  Forel, 1892
- Tetramorium rogatum  Bolton, 1980
- Tetramorium rossi  Bolton, 1976
- Tetramorium rothschildi  Forel, 1907
- Tetramorium rotundatum  Santschi, 1924
- Tetramorium rufescens  Stitz, 1923
- Tetramorium rugigaster  Bolton, 1977
- Tetramorium ruginode  Stitz, 1917
- Tetramorium saginatum  Bolton, 1980
- Tetramorium sahlbergi  Finzi, 1936
- Tetramorium salomo  Mann, 1919
- Tetramorium salvatum  Forel, 1902
- Tetramorium scabrosum  Smith, 1859
- Tetramorium schaufussii  Forel, 1891
- Tetramorium schmidti  Forel, 1904
- Tetramorium schneideri  Emery, 1898
- Tetramorium schoutedeni  Santschi, 1924
- Tetramorium sculptatum  Bolton, 1977
- Tetramorium scytalum  Bolton, 1979
- Tetramorium semilaeve  Andre, 1883
- Tetramorium semireticulatum  Arnold, 1917
- Tetramorium seneb  Bolton, 1977
- Tetramorium sepositum  Santschi, 1918
- Tetramorium sepultum  Bolton, 1980
- Tetramorium sericeiventre  Emery, 1877
- Tetramorium sericeum  Arnold, 1926
- Tetramorium setigerum  Mayr, 1901
- Tetramorium setuliferum  Emery, 1895
- Tetramorium severini  Emery, 1895
- Tetramorium shensiense  Bolton, 1977
- Tetramorium shilohense  Forel, 1913
- Tetramorium sigillum  Bolton, 1980
- Tetramorium signatum  Emery, 1895
- Tetramorium sikorae  Forel, 1892
- Tetramorium simillimum  Smith, 1851
- Tetramorium simulator  Arnold, 1917
- Tetramorium sitefrum  Bolton, 1980
- Tetramorium sjostedti  Forel, 1915
- Tetramorium smithi  Mayr, 1879
- Tetramorium solidum  Emery, 1886
- Tetramorium somniculosum  Arnold, 1926
- Tetramorium spininode  Bolton, 1977
- Tetramorium spinosum  Pergande, 1896
- Tetramorium splendens  Ruzsky, 1902
- Tetramorium splendidior  Viehmeyer, 1925
- Tetramorium squaminode  Santschi, 1911
- Tetramorium steinheili  Forel, 1892
- Tetramorium striativentre  Mayr, 1877
- Tetramorium strictum  Bolton, 1977
- Tetramorium striolatum  Viehmeyer, 1914
- Tetramorium subcoecum  Forel, 1907
- Tetramorium sudanense  Weber, 1943
- Tetramorium surrogatum  Bolton, 1985
- Tetramorium syriacum  Emery, 1922
- Tetramorium tabarum  Bolton, 1980
- Tetramorium talpa  Bolton, 1976
- Tetramorium tanakai  Bolton, 1977
- Tetramorium tantillum  Bolton, 1979
- Tetramorium taueret  Bolton, 1995
- Tetramorium taylori  Bolton, 1985
- Tetramorium tenebrosum  Arnold, 1926
- Tetramorium tenuicrine  Emery, 1914
- Tetramorium termitobium  Emery, 1908
- Tetramorium tersum  Santschi, 1911
- Tetramorium thalidum  Bolton, 1977
- Tetramorium thoth  Bolton, 1976
- Tetramorium titus  Forel, 1910
- Tetramorium tonganum  Mayr, 1870
- Tetramorium tortuosum  Roger, 1863
- Tetramorium tosii  Emery, 1899
- Tetramorium traegaordhi  Santschi, 1914
- Tetramorium transversarium  Roger, 1863
- Tetramorium tricarinatum  Viehmeyer, 1914
- Tetramorium trimeni  Emery, 1895
- Tetramorium tsushimae  Emery, 1925
- Tetramorium turcomanicum  Santschi, 1921
- Tetramorium turneri  Forel, 1902
- Tetramorium tychadion  Bolton, 1980
- Tetramorium tylinum  Bolton, 1977
- Tetramorium typhlops  Bolton, 1980
- Tetramorium ubangense  Santschi, 1937
- Tetramorium umtaliense  Arnold, 1926
- Tetramorium unicum  Bolton, 1980
- Tetramorium urbanii  Bolton, 1977
- Tetramorium validiusculum  Emery, 1897
- Tetramorium vandalum  Bolton, 1977
- Tetramorium vernicosum  Radchenko, 1992
- Tetramorium versiculum  Bolton, 1980
- Tetramorium vertigum  Bolton, 1977
- Tetramorium vexator  Arnold, 1926
- Tetramorium viehmeyeri  Forel, 1907
- Tetramorium viticola  Weber, 1943
- Tetramorium vombis  Bolton, 1976)
- Tetramorium wadje  Bolton, 1980
- Tetramorium wagneri  Viehmeyer, 1914
- Tetramorium walshi  Forel, 1890
- Tetramorium warreni  Arnold, 1926
- Tetramorium weitzeckeri  Emery, 1895
- Tetramorium xanthogaster  Santschi, 1911
- Tetramorium xuthum  Bolton, 1980
- Tetramorium yarthiellum  Bolton, 1976
- Tetramorium yerburyi  Forel, 1902
- Tetramorium youngi  Bolton, 1980
- Tetramorium zahrae  Santschi, 1923
- Tetramorium zambezium  Santschi, 1939
- Tetramorium zapyrum  Bolton, 1980
- Tetramorium zenatum  Bolton, 1979
- Tetramorium zonacaciae  Weber, 1943
- Tetramorium zypidum  Bolton, 1977